# Adolf von Reinach
Pour les articles homonymes, voir Reinach.
Adolf von Reinach (Adolphe de Reinach en français), né le 4 décembre 1814 à Francfort-sur-le-Main et mort le 12 septembre 1879 à Falkenstein (aujourd'hui Stadtteil de Königstein im Taunus), est un banquier, diplomate et philanthrope allemand.

## Biographie
Né à Francfort le 4 décembre 1814, Adolf Reinach appartient à une famille juive originaire de Mayence. Il est le fils du marchand Joseph-Jacob Reinach (1781-1856) et de Thérèse May (1785-1859), fille du banquier Bénédic-Aron May.
Frère jumeau d'Hermann-Joseph Reinach (1814-1899), établi en France avant 1850 et naturalisé français en 1871, Adolf est l'oncle de Joseph (1856-1921), Salomon (1858-1932) et Théodore Reinach (1860-1928), qui s'illustreront dans la politique et les sciences historiques françaises.
Après leurs études puis leur apprentissage auprès de la maison Silber, Adolf et Hermann rejoignent la succursale londonienne de cette banque de Francfort.
Le 30 avril 1839, à Bruxelles, Adolf Reinach épouse Clémentine Oppenheim (1822-1899), fille d'Adolphe Oppenheim, financier belge originaire de Francfort. Le couple aura plusieurs enfants, dont Jacob-Adolphe (1840-1892), qui s'établira à Paris et sera connu pour son implication dans le scandale de Panama.
Commanditaire de la maison de banque et de change J.-L. Aub, fondée en 1844, Adolf Reinach s'établit sous sa propre raison sociale, A. Reinach, en 1850.
En 1856, Adolf Reinach est nommé consul de Belgique à Francfort. Il conservera ces fonctions jusqu'à sa mort.
En 1862, Reinach est l'un des premiers administrateurs de la Compagnie générale pour l'éclairage et le chauffage par le gaz (dite « Gaz Belge »), fondée à l'initiative de Joseph Oppenheim, l'oncle de son épouse.
En 1861-1862, puis de 1864 à 1866, il est l'un des membres de l'Assemblée législative (Gesetzgebenden Versammlung) de la ville libre de Francfort.
Dans le cadre de ses activités bancaires, il prête des sommes très importantes à des villes comme Florence ou à des États comme le Landgraviat de Hesse-Hombourg. En récompense de ses services, le roi d'Italie Victor-Emmanuel II l'anoblit en lui décernant le titre de baron par un diplôme en date du 29 avril 1866. Le 12 août 1867, il obtient du roi de Prusse Guillaume Ier la confirmation de ce titre, transmissible à tous ses descendants mâles. Il a dès lors ajouté la particule nobiliaire von (« de ») à son patronyme.
Très fortuné, Von Reinach fait don de 30 000 florins aux pauvres de sa ville en 1875,.
Le 12 septembre 1879, Adolf von Reinach meurt des suites d'une phtisie qu'il avait contractée à Nice.